# 4604 Stekarstrom
4604 Stekarstrom је астероид главног астероидног појаса са средњом удаљеношћу од Сунца која износи 2,175 астрономских јединица (АЈ).
Апсолутна магнитуда астероида је 14,1.